# Lopheliella
Lopheliella là một chi ốc biển, là động vật thân mềm chân bụng sống ở biển trong họ Skeneidae.

## Các loài
Các loài trong chi Lopheliella gồm có:
- Lopheliella hermesae Hoffman, van Heugten & Lavaleye, 2008[2]
- Lopheliella moolenbeeki Hoffman, van Heugten & Lavaleye, 2008[3]
- Lopheliella moundforceae Hoffman, van Heugten & Lavaleye, 2008[4]
- Lopheliella rockallensis Hoffman, van Heugten & Lavaleye, 2008[5]